# Aftàsides
La dinastia aftàsida, dels aftàsides, Banu l-Aftas o Banu Màslama fou una dinastia que governà l'emirat de Batalyaws (Badajoz), d'extensió considerable.
Vers el 1012 quan es va desmembrar el califat, la regió del wadi Ana (Guadiana) i la Marca Inferior (Ath-Taghr al-adna) va caure en poder de Sàbur, un antic esclau del califa al-Hàkam II, que va agafar el títol d'hàjib. Sàbur va tenir com a ministre a Abd-Al·lah ibn Muhàmmad ibn Màslama conegut com a Ibn al-Aftas, un notable amazic del grup miknasa instal·lat a la regió de Fahs al-Bal·lut, al nord de Còrdova. L'hàjib Sàbur va morir el 8 de novembre de 1022 deixant dos fills menors d'edat. Ibn al-Aftas va aprofitar per fer-se proclamar a si mateix com hàjib. Abd-Al·lah va agafar el làqab o títol d'al-Mansur.
El 1030 Abbad I de Sevilla va atacar el territori d'Abd-Al·lah i en la guerra fou capturat l'hereu aftàsida, Muhàmmad ibn Abd-Al·lah. Això fou desaprovat pel califa de Màlaga, Yahya ibn Ali, nominal sobirà d'Abbad I, i aquest va respondre amb la proclamació d'un anticalifa, un suposat Hixem II el que va ocasionar grans conflictes. El 1031, aprofitant tots aquests fets, Abd-Al·lah va agafar el títol d'emir independent. Els darrers anys de la seva vida es va enfrontar a Abbad II de Sevilla, que el va arribar a fer presoner a Beja. Abd-Al·lah va morir el 30 de desembre del 1045 i el va succeir el seu fill Muhàmmad ibn Abd-Al·lah, que va agafar el làqab d'al-Mudhàffar.
La política agressiva d'Abbad II contra els emirats de Mértola, Niebla i Carmona van portar a una aliança amb Badajoz. Se sap que al-Mudhàffar va concertar una aliança amb els Banu Birzal de Carmona, emirat on el 1042 havia mort el sobirà Muhàmmad ibn Abd-Al·lah Ibn Birzal, i el successor, el seu fill Ishak ibn Muhàmmad, es va acostar als aftàsides. Al-Mudhàffar es va destacar com home culte i de bon gust literari, però no va protegir els poetes als que considerava de baix nivell; se'l considera autor d'una antologia anomenada Al-Mudhaffarí (en 50 volums) que no va tenir gaire èxit. La guerra contra el Regne de Sevilla fou constant. El 1052, en la guerra entre Sevilla i Carmona que va acabar amb la mort d'Ishak i el reconeixement del vassallatge a Sevilla per part del seu successor al-Arish Mostandhir, les forces aftàsides foren derrotades, però finalment es va ajustar la pau amb intervenció dels jahwàrides de Còrdova.
El 1055 els castellanolleonesos (rei Ferran I) van fer la primera incursió i van ocupar el castell de Sena a l'actual Portugal. El 1057 van ocupar Lamego i el 1058 Viseu, a més de diverses fortaleses i pobles com per exemple Mortagua. L'emir de Badajoz va haver de pagar tribut, però no va servir de gaire doncs el 1063 es van apoderar de la regió entre el riu Duero i el riu Mondego, amb la fortalesa de Marcalva i el gener del 1064 van iniciar el setge de Coimbra (Kulumriya), que va durar sis mesos; finalment el 24 de juliol del 1064 Coimbra va capitular; la comarca fou donada al mossàrab Sisenand amb títol comtal.
El 1067 va morir Muhàmmad ibn Abd-Al·lah al-Mudhàffar i el va succeir el seu fill Yahya ibn Muhàmmad al-Mansur; es va enfrontar al seu propi germà, Úmar ibn Muhàmmad, governador d'Évora (Yabura), que es va revoltar en una data desconeguda. El 1069 Yahya va enviar tropes contra l'Emirat de Còrdova, que fou assetjada; Abd-al-Màlik, que governava a Còrdova en nom del seu pare, va demanar ajut a Sevilla i l'abbadita al-Mútamid va enviar un destacament que va forçar als aftàsides a retirar-se.
Yahya sembla que va morir al llit el 1073, però el seu germà Úmar d'Evora fou llavors reconegut com a emir i va prendre el làqab d'al-Mutawàkkil. El 1077 el rei castellà Alfons VI li va arrabassar Coruche i Coria (Kuriya). El 1079 un cop d'estat a Toledo va enderrocar a l'emir al-Qàdir dels Banu Dhi-n-Nun, i va proclamar al seu germà Yahya II ibn Yahya. Els partidaris de l'emir enderrocat li van demanar ajut i sembla que li van oferir el tron; Úmar llavors va agafar uns milers de soldats i es va presentar a Toledo, on es va fer proclamar emir o rei (1080). Yahya II es va refugiar a Conca. Aquest mateix any els aftàsides van recuperar Coruche.
Després de deu mesos de residir a Toledo sense interrupció, al-Mutawàkkil va retornar a Badajoz (1081); els castellans van iniciar els atacs (1082) per la zona del Tajo, amb combats a Majrit (Madrid), Talavera (Talavera de la Reina) i Escalona (que fou fortificada), i van recuperar Coruche. Sembla que ja en aquest moment al-Mutawàkkil va demanar la intervenció dels almoràvits que de moment no es va produir. A Toledo els castellans van imposar el restabliment al tron de Yahya II ibn Yahya. El rei castellà va exigir als sevillans que evacuessin els territoris toledans que ocupaven (la moderna província de Ciutat Real i part de la província de Conca), cosa que fou rebutjada pel rei abbadita, que aviat buscarà l'aliança amb els almoràvits.
Justament l'arribada dels almoràvits va produir la batalla de Zalaca el 23 d'octubre del 1086, en territori de l'emirat de Badajoz. Els almoràvits però van començar a annexionar els petits emirats o taifes. El 1093 al-Mutawàkkil es va sentir greument amenaçat i va oferir la cessió de Lisboa (Al-Uixbuna), Sintra (Xintara) i Santarém (Xantarim) al rei castellà Alfons VI (que les va unir al comtat de Portugal), a canvi del seu ajut en cas d'un atac almoràvit al seu territori. El pacte fou signat i la cessió efectuada.
Quan la notícia es va saber, el governador almoràvit de Sevilla, Sir ibn Abi-Bakr va iniciar els atacs a l'emirat (1094) i el 1095 va assetjar la capital; la població de la ciutat, cansada de la pressió fiscal a què estava sotmesa, va obrir les portes a l'almoràvit. Úmar i els seus fills al-Fadl ibn Úmar i Sad ibn Úmar foren capturats i després executats durant el seu trasllat a Sevilla, quan va arribar sobtadament l'orde per posar fi a les seves vides. Un altre fill, anomenat Mansur o al-Mansur, va poder fugir i es va fer fort al castell de Montánchez (a la moderna província de Càceres), on va agafar el títol reial, però el 1096 va haver de fugir cap a Castella i Lleó i va acabar com un refugiat convertit al cristianisme.

## Llista de governants aftàsides
- Abd-Al·lah ibn Muhàmmad ibn Màslama ibn Abd-Al·lah ibn al-Aftas al-Mansur (1022-1027)
- a l'emirat d'Ixbíliya (Sevilla) (1027-1031)
- Abd-Al·lah ibn Muhàmmad ibn Màslama ibn Abd-Al·lah ibn al-Aftas al-Mansur (1031-1045) (segona vegada)
- Abu-Bakr Muhàmmad al-Mudhàffar (1045-1067)
- Yahya ibn Muhàmmad al-Mansur (1067-1073)
- Úmar ibn Muhàmmad al-Mutawàkkil (1073-1095; rei de Toledo 1080-1082)
- als almoràvits (1094)